# Humedad aprovechable
La humedad aprovechable (Ha) es la altura de agua que retiene un suelo homogéneo entre los contenidos de agua de Capacidad de Campo y Punto de marchitez permanente, descontando el contenido de clastos del suelo.
{\displaystyle Ha=(w_{CC}-w_{PMP})\cdot Da\cdot z\cdot (1P)\cdot \rho _{H_{2}O}^{-1}}
siendo:
- Ha, la humedad aprovechable en cm.
- ωCC, el contenido gravimétrico de agua del suelo a Capacidad de Campo en g/g.
- ωPMP,el contenido gravimétrico de agua del suelo a Punto de Marchitez Permanente en g/g.
- Da, la densidad aparente del suelo en g/cm³.
- z, la profundidad a considerar del suelo en cm.
- P, el contenido de clastos en el perfil, magnitud adimensional que se expresa en %.
- ρH2O, la densidad del agua en g/cm³ (generalmente se asume como 1 g/cm³)

Para calcular la Humedad aprovechable de un suelo se deben considerar las características y propiedades físicas de cada Horizonte del perfil de suelo, donde la Humedad aprovechable total será la suma de las alturas de agua que es capaz de retener cada horizonte por independiente.

## Contenido de agua en el suelo
En la imagen se esquematiza el concepto de Capacidad de Campo y contenido volumétrico del agua en el suelo.
Contenido de agua en el suelo, especificando los puntos de Saturación (Sat), Capacidad de Campo (CC), Humedad del Suelo (Pw), Punto de Marchitez Permanente (PMP) y Seco. Además las alturas de agua derivadas de los contenidos, Agua de Drenaje, Humedad aprovechable (Ha), Humedad disponible o de déficit (Hd) y Agua Higroscópica.
- Datos: Q5905085